# Normalprojektion
Die Normalprojektion oder Dreitafelprojektion und in Österreich der Kreuzriss ist ein Verfahren zur zeichnerischen Darstellung eines räumlichen (also dreidimensionalen) Objekts in verschiedenen ebenen (also zweidimensionalen) Ansichten.

## Verwendung
Die Zeichnungen der Normalprojektion finden häufig Verwendung in der Architektur und im Bauwesen. Präsentationszeichnungen dienen vor allem der Darstellung eines Konzeptes oder Entwurfes. Grundrisse, Schnitte und Ansichten dagegen sind messbare Zeichnungen. Diese „Bauzeichnungen“ dienen den Planern dazu, die Dimensionen eines Bauwerkes genau zu definieren. Die Ausführenden können anhand dieser Zeichnungen das Bauwerk realisieren.
Auch bei technischen Zeichnungen, zum Beispiel im Maschinenbau sind die Zeichnungen der Normalprojektion die wichtigste Form der Darstellung und essentiell für die Planung und Ausführung.

## Ansichten

Projektionssymbole nach DIN 6
links: europäische Darstellung
rechts: amerikanische Darstellung

Zu den drei orthogonalen Projektionsflächen gibt es jeweils zwei Seiten und folglich sechs Ansichten. Bei der Anordnung der Ansichten auf dem Papier gibt es zwei Systeme:
Projektionsmethode 1auch europäische Darstellung oder First Angle Projection genannt und
gekennzeichnet mit FR (für französisch, vgl. auch Schaubild rechts)
Projektionsmethode 3auch amerikanische Darstellung oder Third Angle Projection genannt und
gekennzeichnet mit US (für US-amerikanisch), die neben den USA auch in Australien vorherrscht.
Die nebenstehende Symbolik ermöglicht anhand eines abgeschnittenen Kegels und dem Trapez als Vorderansicht die Kennzeichnung der gewählten Methode. Die Entfaltung des Projektionsquaders verdeutlicht die jeweils zugrunde liegende Logik.
Die intuitive und natürliche Darstellung ist die amerikanische Darstellung: Wenn man am Objekt nach links/rechts/oben/unten geht, dann ist die Projektion auch links/rechts/oben/unten abgebildet. Die französische Darstellung entspricht dem Auffalten der Silhouette (Schattendarstellung), zeigt aber die nicht diese, sondern die optische Aufsicht. Das wäre so, als wenn man die Darstellung mit Röntgenplatten aufnehmen würde (dann ist die Anordnung intuitiv), stellt aber  die optische Aufsicht dar, wie man sie mit einem Fotoapparat erhalten würde.
Drei der Projektionen dienen als Hauptansicht für die Dreitafelprojektion. Bei der Wahl der Vorderansicht hat die aussagekräftigste Seite den Vorzug. Bei unübersichtlichen Objekten können zusätzliche Ansichten ergänzt werden. Manchmal wird auch auf eine der drei Ansichten verzichtet und man erhält eine Zweitafelprojektion.

Projektionsmethode 1: europäische Darstellung bzw. First Angle Projection
Darzustellender Körper im Projektionsquader
Projektion nach hinten auf den Quader
Entfaltung nach hinten
Die sechs Ansichten

Projektionsmethode 3: amerikanische Darstellung bzw. Third Angle Projection
Körper im Projektionsquader
Projektion nach vorne auf den Quader
Entfaltung nach vorne
Die sechs Ansichten

| Bezeichnung              | alte Bezeichnung          | Position nach Projektionsmethode | Position nach Projektionsmethode |
| Bezeichnung              | alte Bezeichnung          | 1 (FR / EU)                      | 3 (US)                           |
| ------------------------ | ------------------------- | -------------------------------- | -------------------------------- |
| Vorderansicht            | Aufriss                   | Mitte                            | Mitte                            |
| Seitenansicht von links  | Seitenriss oder Kreuzriss | rechts von der Mitte             | ganz links                       |
| Draufsicht oder Aufsicht | Grundriss                 | unten                            | oben                             |
| Rückansicht              |                           | ganz rechts                      | ganz rechts                      |
| Seitenansicht von rechts |                           | ganz links                       | rechts der Mitte                 |
| Untersicht               |                           | oben                             | unten                            |

## Erläuterung
Geometrisch betrachtet wird jeder Punkt des Objektes zunächst in einem räumlichen Koordinatensystem als P(x|y|z) beschrieben. Dann wird jeweils eine der Koordinaten auf einen festen Wert (z. B. auf null) gesetzt, um eine ebene Darstellung zu ermöglichen. Dies entspricht einer Projektion in jeweils einer der Grundebenen.
| Sicht         | Koordinaten  | Ebene      |
| ------------- | ------------ | ---------- |
| Vorderansicht | = P(0\|y\|z) | = yz-Ebene |
| Draufsicht    | = P(x\|y\|0) | = xy-Ebene |
| Seitenansicht | = P(x\|0\|z) | = xz-Ebene |

Ein Gebäude (Abbildung unten links) soll in Dreitafelprojektion dargestellt werden.
Seine Eckpunkte werden in die Grundebenen projiziert und wieder miteinander verbunden (unten mittig). Verdeckte Kanten werden dabei gestrichelt eingetragen.
Die drei Projektionen werden nun in einer Ebene gezeichnet, indem man die räumliche Anordnung der drei Ebenen längs der x-Achse aufschneidet und in die yz-Ebene umklappt. Die x-Achse tritt in der Zeichnung dann zweimal auf.

3D-Zeichnung
Projektion der Ansichten in der 3D-Zeichnung

## Ausgezeichnete Geraden und Ebenen

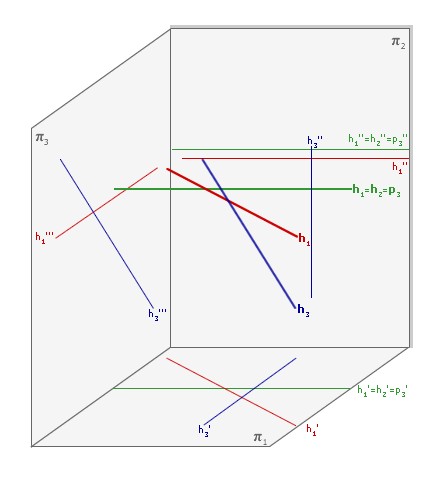
Drei Hauptgeraden

Eine Hauptgerade ist eine Gerade, die parallel zu einer der Bildebenen liegt. Hauptgeraden sind in der entsprechenden Bildebene stets unverzerrt, man kann also ihre räumliche Länge direkt in der Bildebene ablesen. Eine projizierende Gerade ist eine Gerade, die parallel zur Projektionsrichtung liegt. Projizierende Geraden werden in der entsprechenden Bildebene als Punkt abgebildet, ihre Länge lässt sich also nicht aus ihrem Abbild rekonstruieren.
Eine Hauptebene ist eine Ebene, die parallel zu einer Bildebene liegt. Hauptebenen sind in der entsprechenden Bildebene stets unverzerrt. Eine projizierende Ebene ist eine Ebene, die parallel zur Projektionsrichtung liegt. Projizierende Ebenen werden in der entsprechenden Bildebene als Gerade abgebildet.
Je nachdem, ob es sich bei der Bildebene um die Grundriss-, die Aufriss- oder die Kreuzrissebene handelt, spricht man von ersten, zweiten und dritten Hauptgeraden oder -ebenen beziehungsweise von erst-, zweit- und drittprojizierenden Geraden oder Ebenen.